# Бикове (станція)
55°37′36″ пн. ш. 38°04′14″ сх. д. / 55.626666666667° пн. ш. 38.070555555556° сх. д.
Бикове — залізнична станція Рязанського напрямку Московсько-Курського регіону Московської залізниці, у складі лінії МЦД-3, на території селища Бикове, поблизу колишнього аеропорту «Биково»
.

## Історія
Станцію було відкрито при спорудженні залізниці в 1862 році, названо по селу Бикове (не плутати з селищем, де розташована станція).
З 1933 року обслуговувала аеропорт «Бикове», що нині вже не існує (на 2014 рік).
Електрифікована в 1934 році 
.

## Опис
Є зупинковим пунктом для більшості електропоїздів, а для деяких кінцевим.
Від станції відходять під'їзні колії до довколишніх промислових підприємств, у тому числі в селище Октябрський та місто Жуковський.
Станція здійснює операції з вантажними вагонами 
.
Виконуються технічні операції з прийому, відправлення, обгону та пропуску вантажних та пасажирських поїздів, маневрові операції з причеплення/відчеплення вагонів до збірних поїздів, вантажний вивізний рух на станцію «Аеропорт» Жуковського ППЖТ.

## Пересадки
- Автобус: 11[5], 23[6], 39[7], 42[8], 62[9],
- Маршрутки: 39, 62, 68, 70, 534 (Жуковський)

| Попередня зупинка | Лінія | Лінія                  | Лінія | Наступна зупинка |
| ----------------- | ----- | ---------------------- | ----- | ---------------- |
| Удєльна           |       | Казанський напрямок МЗ |       | Іллінська        |